# Марілія Пера
Марілія Соарес Пера (22 січня 1943 — 5 грудня 2015) — бразильська актриса, співачка та режисерка.   Оголошена Полін Кель як «одна з десяти найкращих актрис десятиліття [1980-х]», Пера отримала премію Національного товариства кінокритиків за найкращу жіночу роль у 1982 році за роль у відомому фільмі Гектора Бабенко «Пікшоте» і отримала нагороду за найкращу жіночу роль на кінофестивалі Грамаду (потрійний володар) і на кінофестивалі в Картахені за фільм Карлоса Дієга « Кращі дні попереду» . 

## Біографія
Марілія Соарес Пера (Марілія Пера да Граца Мело, після того, як вона вийшла заміж), народилася 22 січня 1943 року в районі Ріо-Компрідо, в Ріо-де-Жанейро .
З 14 до 21 року працювала танцівницею в мюзиклах і ревю, таких як "Моя чарівна леді" (1962), з Бібі Феррейра в головній ролі, і O Teu Cabelo Não Nega (1963), біографії Ламартіна Бабо в ролі Кармен Міранди - роль, яка повториться кілька разів у її кар'єрі.  Її батько Маноель Пір віддав її в школу класичного балету і взяв на телебачення, на танці. Пера брала участь у таких програмах, як Espetáculos Tonelux, Grande Teatro Tupi, Grande Teatro da Imperatriz das Sedas, Teatrinho Troll і Câmera Um . У 1959 році вона залишила школу, щоб вийти заміж за актора Пауло Граса Мелло . У 1961 році, у віці 18 років, вона гастролювала по Бразилії та Португалії з п’єсою Генрі Понгетті « Society em Baby-Doll» . Через рік знялася у мюзиклі Como Vencer na Vida sem Fazer Força разом із Прокопіо Феррейра, Моасиром Франко та Бертою Лоран .

### Кар'єра на телебаченні
У 1965 році режисер Абдон Торрес найняв Перу, щоб вона приєдналася до акторського складу, який відобразить Rede Globo, і знялася в теленовелах Rosinha do Sobrado і Padre Tião, обидві написані Мозесом Вельтманом . Також зняласяся в «Моренніна», екранізації роману «Жоакіма Мануеля Де Маседо», написаного Грасою Мелло, яка була директором каналу. Пера також брала участь в акторському складі Бето Рокфеллера (1968), написаного Брауліо Педросо, на телеканалі TV Tupi, мильна опера вважається віхою бразильського телебачення через його сучасну мову та міську атмосферу. У 1971 році Режисер Деніел Фільо запросив Перу повернутися до Globo, щоб інтерпретувати Ширлі Сексі в O Cafona, персонажа, який приніс йому велику популярність. Незабаром після цього, вона зіграла таксиста Ноелі у фільмі Bandeira 2 за сценарієм Діаша Гомеша . Наступного року вона грала Серафіну Розу Петрон в Uma Rosa кому Amor ' Vicente Sesso. Потім вона зіграла головну героїню роману « Суперманоела» (1974), написаного Вальтером Неграо .

Марілія Пера, 1970 рік.

У 1982 році Пера зіграла персонажа Алісу в « Quem Ama não Mata», написаному Евклідом Марінью . Міні-серіал викликав сильний вплив через реалістичну режисуру Даніеля Фільо, інтерпретацію актриси та Клаудіо Марсо, а також підхід до суперечливого питання-злочину пристрасті. Через 13 років Пера повернулася до роботи в теленовеллах на TV Globo, у ролі Рафаели Альварай у мильній опері «Брега і Чіке», яка була показана в 1987 році за сценарієм Кассіано Габуса Мендеса . У міні-серіалі O Primo Basílio (1988), екранізації роману Еса де Кейроша Жільберто Браги та Леонора Брассереса, Пере зіграла лиходійку Юліану, ще одного чудового персонажа.
Пера працювала над двома теленовелами Рікардо Лінхареса : Lua Cheia de Amor (1991), у співавторстві з Аною Марією Морецсон і Марією Кармен Барбоза, і Мей Бем Керер (1998). У 2001 році Пера брала участь у міні-серіалі Os Maias, екранізації роману Еса де Кейроша .
Актриса була частиною теленовел Começar de Novo в 2004 році; Cobras &amp; Lagartos у 2006 році; Duas Caras у 2007 році . Її останньою роботою в телевізійному телеканалі було телешоу Pé na Cova [Одна нога в могилі, в неофіційному перекладі], що транслюється в ефірі з 2013 року.

### Кінокар'єра
На міжнародному рівні Марілія Пера найбільш відома своєю грою у фільмі Pixote: A Lei do Mais Fraco (1980), де вона зобразила героїню Суелі. У 1982 році вона стала першою південноамериканкою, яка коли-небудь була удостоєна в Північній Америці премії за найкращу жіночу роль від Національного товариства кінокритиків . Сам фільм був номінований на « Золотий глобус» за найкращий іноземний фільм, але програв остаточному володарю « Оскара» за найкращий фільм того року «Вогняні колісниці» Х'ю Хадсона .  Вінсент Кенбі написав для The New York Times стосовно фільму: «Виступи надто гарні, щоб бути правдою, але містер Да Сілва та міс Пера чудові». 
Серед основних моментів її кінокар’єри — « Бар Есперанса» Уго Карвани (1983) у комічному виконанні в ролі зірки мильної опери. Серед інших фільмів: Central do Brasil (1998) і Jogo de Cena (2007). Її остання робота в кіно була в Polaroides Urbanas у 2008 році 

## Смерть
Пера померла у своїй квартирі в Ріо-де-Жанейро від раку легенів у віці 72 роки 